# Notiobiella hainana
Notiobiella hainana är en insektsart som beskrevs av C.-k. Yang och Liu 2002. Notiobiella hainana ingår i släktet Notiobiella och familjen florsländor. Inga underarter finns listade i Catalogue of Life.